# 奇巧計程車
《奇巧計程車》是日本原創電視動畫，由P.I.C.S.和OLM合作製作，此元和津也編劇。2021年1月15日，首次公佈關於本作的資訊。電視動畫於2021年4月6日首播。續篇動畫電影《電影版 奇巧計程車：撲朔謎林》於2022年4月1日上映。本作的劇情和腳色設定上參考勞勃狄尼洛主演、馬丁史柯西斯執導的《計程車司機》。

## 故事概要
41歲的計程車司機小戶川沒有家人，不太跟他人有瓜葛，沒幾個熟人。他的乘客都是一些怪人。跟乘客看似無關痛癢的對話當中，隱藏着一名失踪少女的線索。

## 登場角色
小戶川宏（聲：花江夏樹）
41歲擔任計程車司機的海象，多在晚上出勤。性格古怪，沉默寡言但一開口就相當尖酸，不對他人表現內心，但也有認真而重人情的一面。興趣是在睡前聽落語，以及在工作時聽廣播。有睡眠困擾、怕水，但擁有異於常人的觀察力，只要看過一次乘客的長相後便可記得，老家在秩父市。小學五年級時因發生墜海事故而住院復健，後來獲得不具名的組織提供生活費贊助下一個人搬家到東京。動畫最終回暗示所有人身為動物的樣貌為小戶川本人的精神狀態所致，身為人的樣子為理平頭、眼神稍微呆滯的國字臉大叔，電影版最後提到有接受警察審問。
白川美保（聲：飯田里穗）
28歲的羊駝，出生於宮崎縣，剛力醫院的護士。是一位沉穩的成熟女性，但也有愛開玩笑的一面。興趣是卡波耶拉。對小戶川有好感。曾經與陰溝交往過，為了還錢而偷偷取走剛力醫院的藥品變賣。
動畫最終回身為人的樣子為盤著頭髮的年輕女性，電影版最後跟小戶川出遊去動物園。
剛力步（聲：木村良平）
41歲的大猩猩，小戶川常光顧的剛力醫院院長，經常關照既是患者也是朋友的小戶川，為人沉著冷靜聰明認真。已有家室。
故事3年前曾經身為小戶川的乘客，從中得知小戶川擁有異於常人的觀察力，後來為治療他而到秩父市查明小戶川10歲時墜海事故的一切真相。
動畫最終回身為人的樣子為蓄絡腮鬍的大個子大叔。
柿花英二（聲：山口勝平）
41歲的長臂猿，大樓清潔工。小戶川和剛力的老友，性格輕浮。透過交友軟體徵婚中。
為了順利尋找對象而謊報收入，導致自己被矢野一行人盯上並綁架（同時也被高利貸人士追殺），後被陰溝和小戶川救出。
動畫最終回身為人的樣子為有地中海禿頭且經常臉紅的中年大叔，並開始腳踏實地的工作。
神秘之吻
剛出道的三人女子偶像團體。但私下受矢野控制。
二階堂瑠衣（聲：三森鈴子）
18歲的白色貴賓犬，剛出道不久的偶像組合「神秘之吻」的中位成員。具備出眾的外貌及精妙的歌舞才能，不服輸，出人頭地的慾望強烈。和馬場是戀人。
在三矢被投資人指定為團體的中心人物後感到十分不甘心，遂在晚上將三矢約到經紀公司內，希望三矢能知難而退把中心人物還給自己，意外間接導致三矢被殺害。
動畫最終回身為人的樣子為銀髮捲捲頭的年輕女孩。
市村志帆（聲：小泉萌香）
18歲的三色貓，「神秘之吻」的成員。外表看似純真可愛，但由於成長於貧困之家，故暗藏著成為大富豪的野心。興趣是溫泉巡遊和泡澡。被矢野要求仙人跳，成功騙到柿花，但看到柿花的下場十分愧疚。
動畫最終回身為人的樣子為頭髮為棕色的女孩。
三矢雪（聲：鬼頭明里）
18歲的黑貓，「神秘之吻」的成員。故事圍繞著她的失蹤展開，傳聞是陰溝的老大之同班同學的女兒，兩個月前曾搭上小戶川的計程車。後來被揭露是被和田垣殺害，屍體又接著被二階堂、山本、矢野等人破壞後棄屍。
和田垣櫻（聲：村上真夏）
18歲的黑貓，大分縣人，出身單親家庭。夢想成為當紅偶像，受到對過去留有遺憾的母親影響，對於追求夢想相當積極。為了進入神秘之吻而殺害三矢雪，並成功遞補三矢進入團體之中。
動畫最終回身為人的樣子為黑髮、深色皮膚和綁著雙馬尾的年輕女孩，電影版裡最終拿刀企圖行刺小戶川失敗，最後被警方逮捕。
山本冬樹（聲：古川慎）
34歲的狐狸，擔任「神秘之吻」的帥哥經紀人。在二階堂發現三矢的屍體後，聯絡矢野和關口，讓他們兩個過來幫忙收屍。
動畫最終回身為人的樣子為留長頭髮的青年。
智人拍檔
從關西前往東京發展的搞笑藝人拍檔。
柴垣健介（聲：ユースケ（DAIAN））
34歲的野豬。負責裝傻的角色。在酒店兼職當服務生，是今井的同事。
動畫最終回身為人的樣子為身型圓潤且頭上有一撮頭髮的圓臉男子。
馬場敦也（聲：津田篤宏（DAIAN））
34歲的馬。負責吐槽的角色，電視節目單元「午餐吃什麼？」的主持人。和二階堂是戀人。
動畫最終回身為人的樣子為臉細細長長的短髮男子。
大門兄弟
36歲的狐獴雙胞胎兄弟。擔任警察職務。因家庭的意外而討厭計程車司機。
大門兄／大門堅志郎（昴生）
為人可靠但性格冷酷，很在乎弟弟，和陰溝熟識。
大門弟／大門幸志郎（亞生）
個性有點少根筋。正義感很強，十分信賴哥哥。
動畫最終回身為人的樣子為戴白框眼鏡、理平頭的圓臉警察，有跟住院的陰溝表示已經將哥哥繩之以法，電影版最後一起跟朋友們賞花。
樺澤太一（聲：たかし（TRENDY ANGEL））
22歲的河馬。大學4年級生，目前因求職而煩惱中。想在社交網路上獲得大量關注。意外拍到了陰溝的照片而成為網紅，曾因此大肆宣傳其惡行並試圖在萬聖節派對中追捕他。
動畫最終回身為人的樣子為身型肥胖的大餅臉青年。
陰溝／溝口恭平（聲：濱田賢二）
39歲的獅尾狒小混混，據傳一個人打贏了一群在酒店鬧事的小混混和地下格鬥家。高中女生失蹤事件的嫌疑人。網名為ditch-11，有玩過手機遊戲「野生動物花園」且為全玩家分數最高之人。因為自己的手槍被偷而尋找持有手槍之人，找上小戶川並強迫他合作。故事最後被田中開了一槍但沒死，出院後入監服刑。
動畫最終回身為人的樣子為頭髮往上梳、帶有三白眼的中年男子。
今井旬（聲：酒井廣大）
24歲的臭鼬，「神秘之吻」成員二階堂瑠衣的大粉絲，在酒店打工當服務生，是柴垣的同事。搭乘計程車時問了小戶川喜歡的數字，之後用這串數字中了10億元獎金，為了感謝小戶川決定招待他去打工地點的酒店玩樂，意外捲入槍擊事件。
動畫最終回身為人的樣子為頭髮往上梳、臉上有麻子的灰髮青年。
原田妙子（聲：村上知子（森三中））
47歲的袋鼠，山彥居酒屋的老闆。小戶川、柿花、剛力等人是店裡常客。個性溫柔，對大家來說是猶如媽媽般的存在。在廣播劇結尾受到和田垣襲擊，生死不明。
動畫最終回身為人的樣子為留短頭髮的中年阿姨。
電影版最後提及已從襲擊中順利康復，並將居酒屋重新開張。
黑田茂（聲：黑田崇矢）
58歲的馬來貘。常出沒在三溫暖的黑道人士，是笑風亭的好友，受委託尋找失蹤的女兒。陰溝與矢野的老大，但只要求兩人遵守一條規定。後被證實是收養小戶川的「育英會」創辦人。
動畫最終回身為人的樣子身上有刺青，身材圓潤與理光頭的中年男子。
電影版戲份被全數刪除，並未登場。
田中一（聲：齐藤壮马）
24歲的美洲獅，遊戲公司的員工。沉迷于手机游戏「野生動物花園」，對遊戲中的渡渡鳥非常執著。小時候喜歡收集造型橡皮擦，曾在網路上被名叫「ditch-11」的網友詐騙，長大後在遊戲中又遇到相同名稱的網友，對「ditch-11」抱有很大的敵意。
某日好不容易在「野生動物花園」中抽到了渡渡鳥，卻因為被行駛經過的計程車嚇到而將手機摔進水溝哩，導致手機裡的資料全部壞死無法復原，花费五百万日元抽中的渡渡鸟不见，成為壓垮他精神狀態的最後一根稻草。當寵物鸚鵡碰巧去世、意外獲得陰溝的手槍且在街上發現計程車司機就是小戶川之後，開始追殺小戶川。故事後期找到小戶川，由於發現橡皮擦從襯衫口袋掉出來，發現「ditch-11」的真實身分就是陰溝後崩潰，用最後一顆子彈對陰溝開槍後自暴自棄的逃離現場。
動畫最終回身為人的樣子為樣貌普通的西裝頭上班族，然後將遊戲「野生動物花園」刪除。
長嶋聰（聲：高杉真宙）
17歲的長頸鹿高中生，對漫才相當有熱情，常常寄明信片給智人拍檔嚴厲批評的粉絲。平時私底下會利用特殊的收訊器接收演唱會的聲音，最近意外接收到一些來自竊聽器的聲音。
動畫最終回身為人的樣子為戴眼鏡、中等身材且理平頭的少年，想跟柴垣組成新搭檔。
關口東吾（聲：堀井茶渡）
33歲的北極熊。矢野的手下兼保鏢。打架和IT技術很強。
動畫最終回身為人的樣子為理平頭、臉上有疤痕的胖子。
矢野治人（聲：METEOR）
27歲的豪豬。使用饒舌來進行對話。被陰溝當成後輩，彼此為關係很差的競爭對手。關口為其手下。
動畫最終回身為人的樣子為有著刺蝟頭長髮的青年。
笑風亭吞樂（聲：大塚芳忠）
58歲的山魈。著名的落語大家。
後來由山本在記者會上證實為被殺的成員三矢雪的父親，受到該打擊下決定暫時退出相聲選拔賽評審之位。
電影版片尾曲中提到身為人的樣子為銀髮且蓄八字鬍、神情凜然的老人。
玲奈（聲：神楽千歌）
今井打工的酒店內的陪酒小姐之一，一邊打工一邊以偶像作為目標。在電影版中接受妙子的委託調查小戶川，另曾與樺澤太一在飯店房間陪睡過。
花音（聲：汐宮あまね）
一邊打工一邊以偶像作為目標。在電影版中參與調查小戶川的行動。
佐藤（聲：虎島貴明）
田中小學同班同學，擁有許多特殊橡皮擦。在電影版中參與調查小戶川的行動，並表示曾經在網上競標吞樂橡皮擦。

## 製作人員
- 企劃、原作：P.I.C.S.
- 編劇：此元和津也
- 導演：木下麥
- 副導演：新田典生
- 角色設計：木下麥、中山裕美
- 美術監督：加藤賢司
- 色彩設計：
- 攝影監督：天田雅
- 編輯：後田良樹
- 音響監督：吉田光平
- 音響製作：波麗佳音事業
- 音樂：PUNPEE、VaVa、OMSB
- 音樂製作協力：Summit
- 音樂製作：波麗佳音
- 動畫製作：P.I.C.S. × OLM

## 主題曲
片頭曲「ODDTAXI」
主唱、作詞、作曲：，編曲：PUNPEE
片尾曲
（第1-5、7-10、12話）
主唱：三森鈴子，作詞、作曲、編曲：PandaBoY
（第6話）
主唱、作詞、作曲：トニーフランク，編曲：福井一史
插入曲
（第1話、第7話、第11話）
主唱：神秘之吻，作詞、作曲、編曲：VaVa
（第2話、第11話）
主唱：神秘之吻，作詞、作曲、編曲：VaVa

## 各話列表
| 話數 | 日文標題  | 中文標題           | 演出       | 作畫監督                       | 總作畫監督         | 首播日期 （2021年） |
| ---- | --------- | ------------------ | ---------- | ------------------------------ | ------------------ | ------------------- |
| #1   |           | 奇怪的司機         | 山井紗也香 | 大野美葉、木下雪映、 大和葵    |                    | 4月6日              |
| #2   |           | 度過長夜的方法     | 西田健一   | 木下雪映、大和葵               | 中山裕美           | 4月13日             |
| #3   |           | 小心虛張聲勢       | 沼山茉由   | 河野仁美、志村隆行             | 大河しのぶ         | 4月20日             |
| #4   |           | 田中革命           | 大庭秀昭   | 土信田和幸、山縣亞紀           | 中山裕美           | 4月27日             |
| #5   |           | 別叫我偶像         | 粟井重紀   | 謝宛倩、大野勉 田中千駿        | 中山裕美           | 5月4日              |
| #6   |           | 我才想問是在搞什麼 | 西田健一   | 平良哲朗、河野仁美             | 大河しのぶ         | 5月11日             |
| #7   |           | 不給糖就搗蛋       | 沼山茉由   | 志村隆行、大和葵、 木下雪映    | 中山裕美           | 5月18日             |
| #8   | Bless you | 祝你保重           | 山井紗也香 | 山縣亜紀、土信田和幸           | 大河しのぶ、佐藤陵 | 5月25日             |
| #9   |           | 英雄的憂鬱         | 西田健一   | 大野美葉、木下雪映             | 中山裕美           | 6月1日              |
| #10  |           | 我們沒有明天       | 與滿錄助   | 荒井憐子、黑田小百合           | 大河しのぶ         | 6月8日              |
| #11  |           | 如果能回到那天     | 大庭秀昭   | 河野仁美、平良哲朗             | 中山裕美           | 6月15日             |
| #12  |           | 不足的兩人         | 沼山茉由   | 大和葵、志村隆行               | 大河しのぶ、佐藤陵 | 6月22日             |
| #13  |           | 請問要去哪裏？     | 山井紗也香 | 大野美葉、山縣亜紀、土信田和幸 | 中山裕美           | 6月29日             |

## 獲獎
- 第25屆日本新媒體動漫藝術節動畫部門新人賞[4]

## 廣播劇
廣播劇於官方YouTube頻道上公開，內容與正篇有所關聯，由長嶋（高杉真宙）負責每集開場。
| 話數   | 標題                       | 中文標題           | 演出角色 | 公開日  |
| ------ | -------------------------- | ------------------ | --- | ------- |
| #1.3   |                            | 幸福的原子筆       | 小戶川（花江夏樹）、剛力（木村良平） | 4月6日  |
| #2.5   |                            | 絕對絕對是秘密喔♥  | 二階堂（三森鈴子）、市村（小泉萌香）、三矢（村上真夏） | 4月13日 |
| #3.5   |                            | 中午的美食外景     | 柴垣（ユースケ）、馬場（津田篤弘） | 4月20日 |
| #4.6   |                            | 小戶川的哼歌       | 小戶川（花江夏樹） | 4月27日 |
| #5.6   |                            | 多餘的擔憂         | 小戶川（花江夏樹）、長嶋（高杉真宙） | 5月4日  |
| #6.7   |                            | 瑠衣炭和馬場喵     | 二階堂（三森鈴子）、馬場（津田篤弘） | 5月11日 |
| #7.8   | JUSTICE part.2             | JUSTICE part.2     | 大門兄（昴生）、大門弟（亞生） | 5月18日 |
| #8.8   |                            | 老頭子的胡說八道   | 吞樂（大塚芳忠）、妙子（村上知子）、製作人（奈良徹） | 5月25日 |
| #9.9   |                            | 獨角戲             | 矢野（METEOR） | 6月1日  |
| #10.10 |                            | 經紀人的憂鬱       | 山本（古川慎）、二階堂（三森鈴子） | 6月8日  |
| #11.10 | The cat is out of the bag. | 揭露秘密           | 市村（小泉萌香）、三矢（村上真夏） | 6月15日 |
| #12.11 |                            | 涉谷站新南口的喧囂 | 神秘之吻 | 6月22日 |
| #13.13 |                            | 今天包場           | 小戶川（花江夏樹）、柿花（山口勝平）、柴垣（ユースケ）、馬場（津田篤弘）、樺澤（たかし）、剛力（木村良平）、 白川（飯田里穗）、今井（酒井廣大）、大門弟（亞生）、妙子（村上知子）、和田垣櫻（村上真夏） | 6月29日 |

## 播放平台
日本深夜動畫：下文記載的日本国内播放時間使用日本標準時間（UTC+9）表示。因為部分時間标识會採用30小时制，因此請留意这类超过24:00的时间，其實際播放時間為翌日清晨。
| 播放日期              | 播放時間                   | 播放電視台 | 播放地區   | 備註                                  |
| --------------------- | -------------------------- | ---------- | ---------- | ------------------------------------- |
| 2021年4月6日－6月29日 | 星期二 2:00 - 2:30         | 東京電視台 | 關東廣域圈 | 參與製作                              |
| 2021年4月7日－6月30日 | 星期三 23:30 - 星期四 0:00 | AT-X       | 日本全域   | 參與製作 / CS放送 / 字幕放送 / 有重播 |

網路由Amazon Prime Video於2021年4月6日獨佔播出。

## 漫畫版
由此元和津也編劇、肋家竹一作畫漫畫，於小學館數位平台Superior Darpana上進行連載，每隔一週的星期五更新，自2021年1月15日至2022年6月10日期間，2021年1月15日發售電子書。
| 卷數 | 小學館         | 小學館                 | 東立出版社                  | 東立出版社                                                  | 中信出版社             | 中信出版社                     | 中信出版社             |
| 卷數 | 發售日期       | ISBN                   | 發售日期                    | ISBN                                                        | 發售日期               | ISBN                           | ISBN                   |
| ---- | -------------- | ---------------------- | --------------------------- | ----------------------------------------------------------- | ---------------------- | ------------------------------ | ---------------------- |
| 1    | 2021年3月30日  | ISBN 978-4-09-861014-3 | 2023年9月11日 2023年9月18日 | ISBN 978-626-372-398-6（首刷限定版） ISBN 978-626-372-265-1 |                        | ISBN 978-7-5217-6824-4（套书） | ISBN 978-7-5217-6975-3 |
| 2    | 2021年6月30日  | ISBN 978-4-09-861089-1 | 2024年5月23日               | ISBN 978-626-372-266-8                                      | ISBN 978-7-5217-6976-0 | ISBN 978-7-5217-6824-4（套书） |                        |
| 3    | 2021年11月30日 | ISBN 978-4-09-861192-8 | 2024年6月28日               | ISBN 978-626-02-1603-0                                      | ISBN 978-7-5217-6977-7 | ISBN 978-7-5217-6824-4（套书） |                        |
| 4    | 2022年3月30日  | ISBN 978-4-09-861294-9 | 2024年8月16日               | ISBN 978-626-02-1604-7                                      | ISBN 978-7-5217-6978-4 | ISBN 978-7-5217-6824-4（套书） |                        |
| 5    | 2022年7月29日  | ISBN 978-4-09-861385-4 | 2024年9月5日                | ISBN 978-626-02-2440-0                                      | ISBN 978-7-5217-6979-1 | ISBN 978-7-5217-6824-4（套书） |                        |

## 衍生作品

### 奇巧計程車RoOT
由肋家竹一負責漫畫，自2023年2月24日於小學館數位平台Superior Darpana上進行連載，每隔一週的星期五更新。以佐藤和玲奈為主角，補充了電影版描寫的新部分證言和說明，和Blu-ray收錄的證言集特典廣播劇CD等內容。

## 外部連結
- 官方網站 （页面存档备份，存于）（日語）
- 《奇巧計程車》的X（前Twitter）（日語）
- 奇巧計程車的Instagram帳戶
- YouTube上的奇巧計程車頻道